# 肯尼亚历史
肯尼亚有人类活动的历史已有数百万年。肯亞是人類發源地之一，境內曾出土約250萬年前的人類頭蓋骨化石。到西元7世紀，東南沿海地帶已形成一些商業城市，阿拉伯人開始到此經商和定居。16世紀，葡萄牙殖民者佔領了沿海地帶。1890年，英、德兩國瓜分東非，肯亞被劃歸英國。1895年，英國政府宣佈肯亞為其「東非保護地」。1920年，肯亞淪為英國殖民地。1963年5月舉行大選，肯亞非洲民族聯盟（簡稱肯盟）獲勝。同年6月1日成立自治政府，12月12日宣告獨立，從而結束了英國長達70年的殖民統治。1964年12月12日，肯亞共和國成立，仍留在英聯邦內。

## 史前时代
最近的研究发现，约410万年前，在图尔卡纳湖畔，就有湖畔南方古猿等原始猿人活动。

## 早期文明
约前2000年，北非讲库希特语族的族群开始向肯尼亚迁徙。前1000年左右，一批班图语系的非洲人迁徙到肯尼亚中南部。他们已经开始使用铁器。
公元1世纪左右，阿拉伯商人开始在肯尼亚海岸活动。公元500年左右，来自波斯、印度、印尼等地的商人开始与东非地区接触。贸易导致一系列商业据点的建立。
中国明代航海家郑和曾到过马林迪和蒙巴萨，肯尼亞当地首领和使节也曾往访中国。

## 殖民时代
1498年，达伽马到达肯尼亚。16-17世纪，葡萄牙人在肯尼亚沿海占据了许多据点。
1890年，英、德签订了黑尔戈兰条约。肯尼亚全境成为英国殖民地。1895年，英国将肯尼亚设为英属东非保护地。1920年，东非保护地改为肯尼亚直辖殖民地。
1947年，蒙巴萨、基苏木等地举行罢工。1952年，发生了茅茅运动。1963年12月12日，肯尼亚正式宣告独立。

## 独立国家
1964年12月12日，肯尼亚共和国成立，乔莫·肯雅塔（Jomo Kenyatta）出任第一任总统。
1978年，肯雅塔病逝，副总统丹尼尔·阿拉普·莫伊（Daniel Arap Moi）继任总统。1982年6月，肯尼亚实行一党制。1991年12月，实行多党制。莫伊執政長達二十四年，直至2002年。
在2007年12月的选举中，反對派橙色民主运动（ODM）赢得了议会中的多数席位，拉伊拉·奧廷加担任总理。